# 天燕座
天燕座是南天小星座，名称代表天堂鸟，在希腊语中原义为“无足”，因为人们一度以为天堂鸟没有脚。1598年，彼得勒斯·普朗修斯率先在天体仪上划出天燕座；1603年，约翰·拜耳将星座绘入《测天图》；1756年，法国探险家兼天文学家尼可拉·路易·拉卡伊绘出天燕座并以拜耳命名法为其中最亮的星星命名。
天燕座最亮的五颗星均略呈红色，其中最亮的异雀八为3.8视星等，是直径约为太阳48倍，光度约926倍的橙巨星。接下来是略暗的异雀四，与异雀八一样是衰老的巨星。异雀六是双星，两星相隔103角秒，均为肉眼可见。此外，人类已经发现天燕座的两个恒星系统存在行星。

## 历史

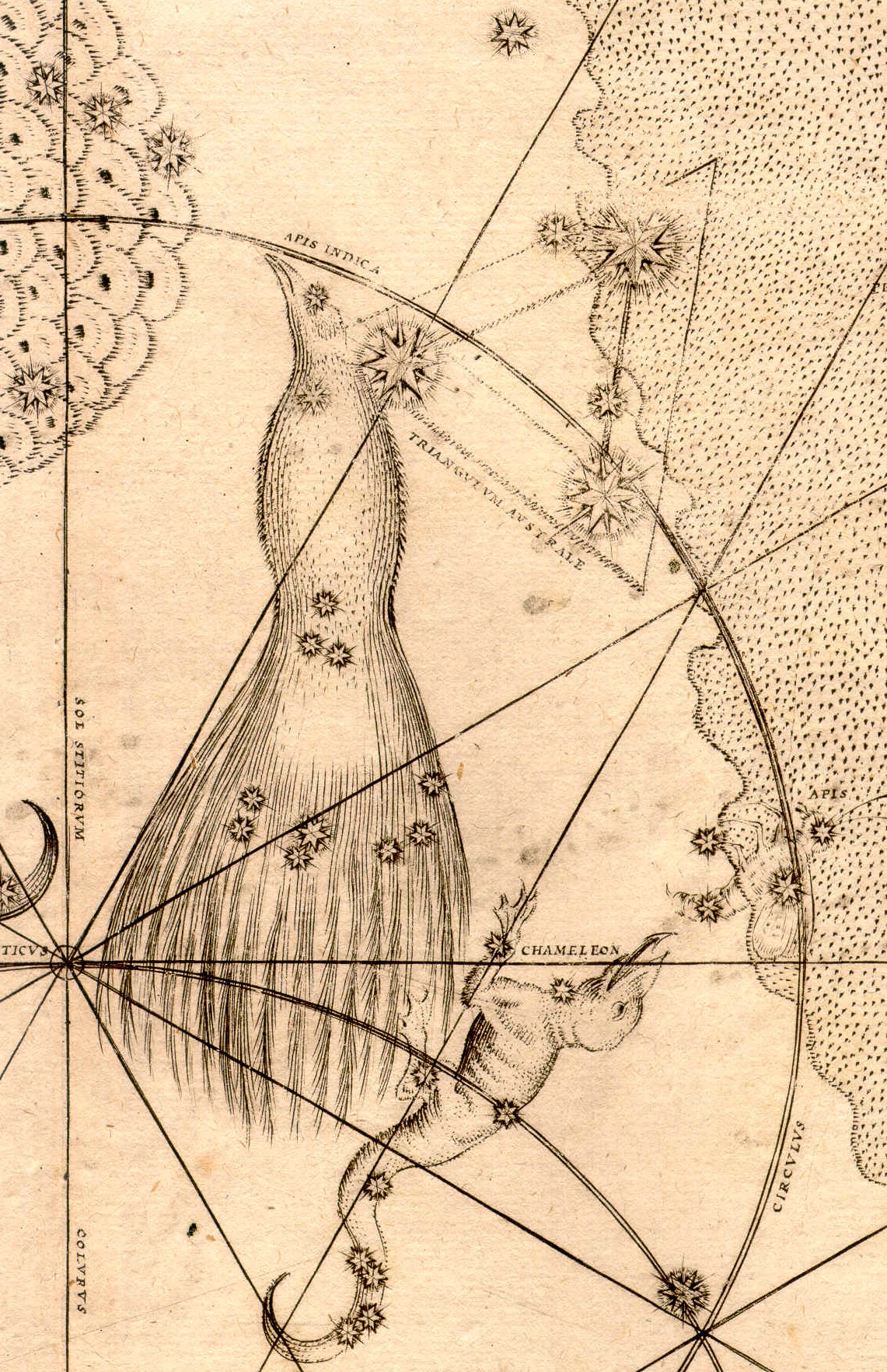
约翰·拜耳1603年《测天图》局部放大图，显示天燕座、蝘蜓座、三角座和南天极点

荷兰领航员兼探险家彼得·德克斯宗·凱澤和弗雷德里克·德·豪特曼曾跟随第一次荷兰远征印度尼西亚的船队前往东印度，彼得勒斯·普朗修斯根据两人的观测结果首次划定包括天燕座在内的十二星座，并于1598年印上35厘米直径天体仪，与约道库斯·洪第乌斯合作在阿姆斯特丹率先公布。1603年，德·豪特曼将天燕座绘入南天星表，并为星座取名“天堂鸟”，普朗修斯为星座起名，其中第一个词在荷兰语中意指天堂鸟，后人估计第二个词是印刷失误，原本应该是，意为“鸟”。
除普朗修斯绘制的天体仪外，人类天体图集中最早的天燕座记载是1603年約翰·拜耳的《测天图》，拜耳为星座起名，天文学家约翰内斯·开普勒和女婿雅各布·巴茨（Jakob Bartsch）起名或。是希腊语的派生词汇，意为“无足”，指天堂鸟。这主要是因为斐迪南·麦哲伦远征队的幸存者于1522年首次将天堂鸟标本带回欧洲，这些标本都已去掉脚和翅膀，所以西方人普遍以为天堂鸟没有脚。天燕座此后近一个世纪的文献记载很少，直到18世纪50年代尼可拉·路易·拉卡伊利用该座恒星定位南极座才改变局面。

## 简介
天燕座占据0.5002%的天空，约为206.3平方度，在88个现代星座中排名第67。星座位于南天球，只有北纬7度线以南才有可能看到整个星座。天燕座北挨天坛座、南三角座和圆规座，西临苍蝇座和蝘蜓座，南接南极座，东交孔雀座。1922年，國際天文聯會确定星座的三字母缩写为。1930年，尤金·德尔波特正式划分天燕座边界，是由六条线（包括弧线）组成的多边形（见文首信息框）。根据赤道坐标系统，星座赤经位于13h 49.5m和18h 27.3m之间，赤纬位于−67.48°到−83.12°之间。

## 显著特点

### 恒星
拉卡伊采用拜耳命名法为天燕座12颗恒星分配从“α”到“κ”共十个希腊字母，其中“δ”和“κ”均代表两颗距离非常近的恒星。星座范围内共有39颗恒星亮度超过或等于6.5视星等，异雀三、异雀四和异雀六组成狭小的三角形，异雀八位于三角形东侧。天燕座最亮的五颗星都略呈红色，这在星座中颇为罕见。
异雀八是距地球430±20光年的橙巨星，光谱等级，亮度3.8视星等。异雀八在蓝白B型主序星阶段的时间占该星目前生命绝大部分，目前已随核心的氢耗尽开始扩张和冷却，亮度也随之提升。经过扩张，异雀八的直径已达太阳48倍，光度约为太阳的928倍，表面温度4312。异雀三是4.2视星等、距地球149±2光年的橙巨星，质量约为太阳1.84倍，表面温度4677。异雀四是3.87视星等的黄巨星，距地球150±4光年，光谱等级，光度约为太阳的63倍，表面温度5279。异雀六属双星，两颗星相隔103角秒，可用双筒望远镜观测。其中偏亮的一颗距地球630±30光年，是光谱等级的紅巨星，视星等在+4.66到+4.87范围内变化，脉动周期有68天、94.9天和101.7天三种。另一颗是光谱等级的橙巨星，距地球550±10光年，视星等5.3。两颗星均为肉眼可见。
天燕座第五亮的恒星是4.8视星等的异雀一，同样是膨胀并冷却后形成的橙巨星，光谱等级，表面温度4649，光度是太阳的133倍，距地球300±4光年。异雀二就在异雀一旁边，是距地球1040±60光年的联星系统，包含两颗相互围绕旋转的蓝白主序星，公转周期59.32年。两颗星的质量都在太阳三倍以上，光谱等级分别是和。
异雀七是距地球140.8±0.9光年的白主序星，质量是太阳的1.77倍，光度15.5倍，半径2.13倍，现为4.89视星等。异雀七星龄2.5±2亿年，正发射过量的24微米红外辐射，估计是由距该星超过31天文单位的岩屑盘引起。
天燕座θ是距地球350±30光年的冷却红巨星，光谱等级），光度达到太阳的约3879倍，表面温度3151。该星视星等有0.56的变化幅度，变化周期为119天或近四个月。受星风影响，天燕座θ每年流失的质量相当于太阳的1.1×10−7倍，流失的尘埃与周边星际物质反应，随恒星经过星系引发弓形震波。是光谱等级的红巨星，视星等在5.71至5.95范围变化。该星距地球780±20光年，光度估计达到太阳的2059倍，表面温度3568。天燕座S是非常罕见的北冕座R型变星，是由两颗白矮星合并而成所以含氢极少的超巨星，基准视星等为9.7，截至2012年，人类发现的这种变星尚不到一百颗。天燕座R虽采用变星命名法命名，但实际上不是变星，而是5.3视星等的橙巨星。
人类利用都卜勒光谱学发现天燕座的两个恒星系统拥有行星，另外类太阳恒星拥有棕矮星作为亚恒星级伴星，棕矮星质量经计算为木星的23倍。是类似太阳的黄色恒星，也是已经开始扩张并冷却的主序星，光谱等级。 134606周围共有三颗行星，公转周期分别是12天、59.5天和459天，距恒星越远的行星尺寸越大。光谱等级的同样是已经开始冷却的主序星，温度低于太阳，质量约为太阳的88%，光度仅为太阳的47%，估计星龄为74±39亿年。 137388的行星质量为地球79倍，公转周期330天，与恒星的平均距离为0.89天文单位。

### 深空天体

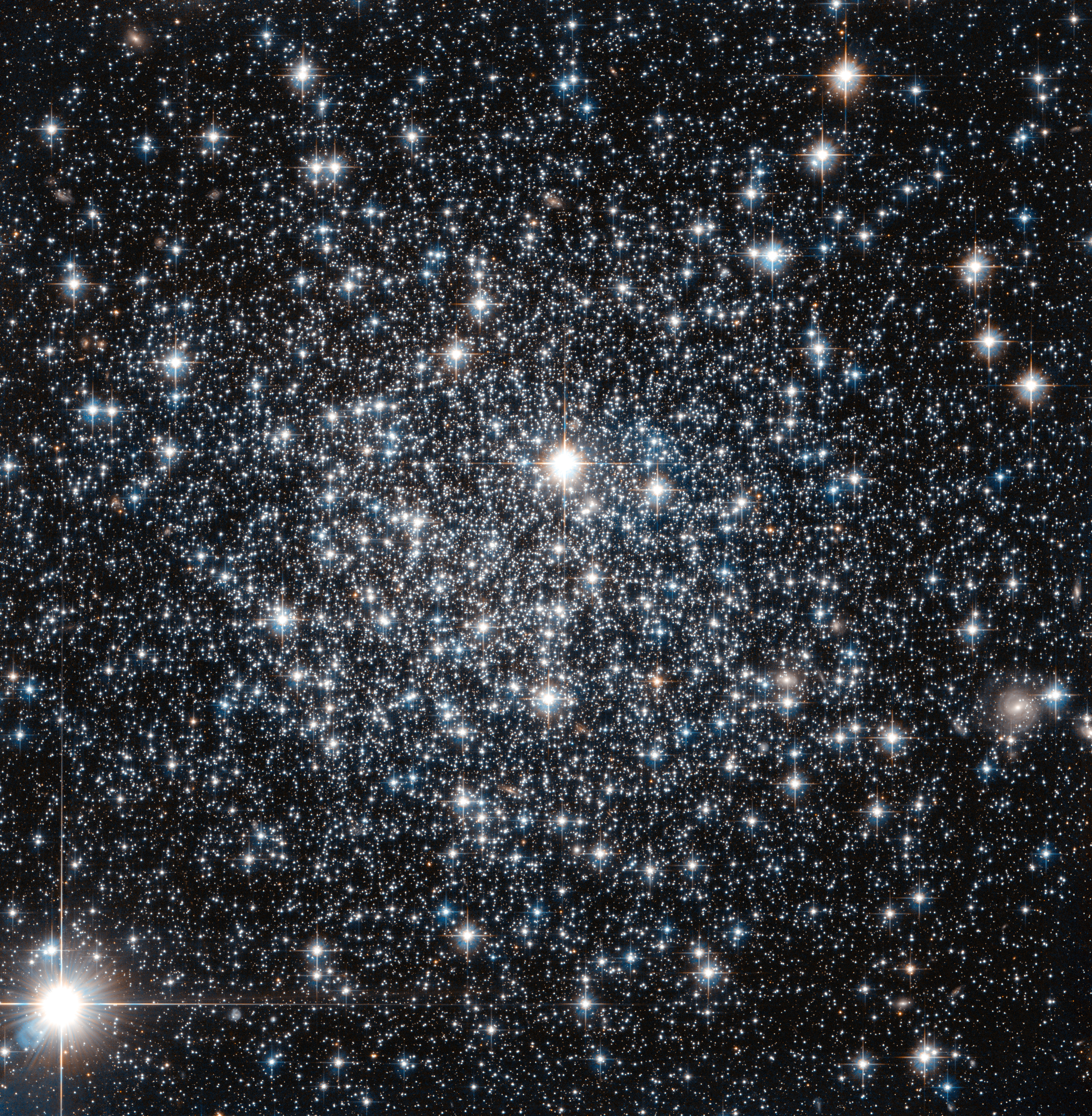
哈勃空间望远镜拍摄的IC 4499球狀星團

天燕座大部分范围由银河系覆盖，星座内的深空天体包括和两个显著球状星团，以及覆盖异雀三和异雀四以东几度天空的大规模暗淡星云。 6101是9.2视星等的球状星团，距地球约五万光年，跨度约160光年。 6101约有130亿年历史，集中大量人称蓝掉队星的高亮度高质量恒星，估计蓝掉队星均由两颗恒星合并而成。 4499是位于中远程银晕的松散球状星团，视星等为10.6。
天燕座内的星系都很暗淡， 4633就是非常暗淡的螺旋星系，周围由大量银河系共同照耀星云（Integrated Flux Nebula）环绕，估计这种暗淡的星云是由大量恒星照亮。